# Vlag van Syrië
De vlag van Syrië is een driekleur bestaande uit drie horizontale banen van gelijke grootte met een beeldverhouding van 2:3, verdeeld in groen, wit en zwart, met drie rode sterren op de middelste baan. De vlag werd voor het eerst gebruikt in de Syrische Republiek van 1932 tot 1958 en opnieuw van 1961 tot 1963. Van 1958 tot 1961 werd de rode, witte en zwarte vlag met twee groene sterren gebruikt door de Verenigde Arabische Republiek, die niet meer bestaat, en van 1972 tot 2024 onder het Assad-regime. Met de val van het Assad-regime op 8 december 2024 werd de oude vlag weer in ere hersteld.

## Symboliek
De gebruikte kleuren - groen, wit, zwart en rood - zijn de Pan-Arabische kleuren waaraan de volgende betekenissen worden toegekend:
- Groen is de kleur van de profeet Mohammed en de islam.
- Wit symboliseert de mooie toekomst.
- Zwart staat voor de jaren van onderdrukking.
- Rood staat voor het bloed dat werd vergoten om de doelen in de strijd te bereiken.

## Geschiedenis

1:2 Vlag van het Koninkrijk Syrië (1920)

Voor 1918 maakte het grondgebied van Syrië deel uit van het Ottomaanse Rijk en werd de vlag van het Ottomaanse Rijk gebruikt. Nadat het Ottomaanse Rijk was verslagen in de Eerste Wereldoorlog, werd met Britse hulp een Arabisch bestuur opgericht in Syrië, dat bestond tussen 1918 en 1920. Het Arabische bestuur gebruikte de vlag van de Arabische opstand, waar de Pan-Arabische kleuren vandaan komen, als de vlag van Syrië. Het toont een zwarte, groene en witte horizontale streep, waarin een rode driehoek uitsteekt.
Tussen 8 maart en 24 juli 1920, de korte periode van het Arabische Koninkrijk Syrië onder koning Faisal I, dat niet werd erkend door de zegevierende mogendheden, werd een zevenpuntige witte ster toegevoegd aan de vlag.

### Frans mandaat
In september 1919 droegen de Britten de controle over Libanon en Syrië over aan Frankrijk. Op 25 april 1920 werd Syrië een Frans mandaatgebied. Koning Faisal I werd op 24 juli 1920 ten val gebracht.
Tussen juli en augustus 1920 werd voor het mandaatgebied mogelijk een vlag ingevoerd met een witte maan op een lichtblauwe achtergrond en in de linkerbovenhoek van de Franse vlag. Het mandaatgebied werd verdeeld in vijf staten: De Sandjak van Damascus, Aleppo en Latakia (Staat der Alawieten) en de mandaatgebieden van de Dzjebel ed-Droez en van Groot-Libanon. Elke staat kreeg zijn eigen vlag, elk met de Franse vlag in de linkerbovenhoek.
- De vlag van Aleppo toonde drie gouden, vijfpuntige sterren in een driehoek op een witte achtergrond. De vlag was in gebruik van 1920 tot 1925.
- De vlag van Damascus was een witte schijf op een marineblauwe achtergrond. Hij werd gebruikt van 1920 tot 1922.
- De vlag van Latakia had een gouden zon met 16 stralen op een witte achtergrond en drie rode hoeken. De vlag was in gebruik van 1920 tot 1936. Er zijn ook meldingen van vlagvarianten met elf of 20 zonnestralen.
- In de nationale vlag van de regio Jebel ad-Duruz waren de linker- en onderkant bedekt met een witte, L-vormige streep. De rest van de vlag bestond uit vier horizontale strepen in groen, rood, geel en blauw. Van 1921 tot 1924 bevatte de vlag niet de Franse vlag, maar 13 gele, vijfpuntige sterren in de linker, witte streep. In 1924 verdwenen de sterren en werd de Franse driekleur gebruikt. De vlag bleef in gebruik tot 1936. De civiele vlag bestond uit slechts vijf horizontale strepen in dezelfde kleuren. Rood staat voor het hart en de liefde, groen voor de boeren en het leven, geel voor de zon en het graan, blauw voor de lucht en het lot en wit voor zuiverheid en lucht.
- Het ontwerp van de vlag van Groot-Libanon wijkt af van de andere vlaggen. In plaats van in de bovenhoek vormde de Franse vlag de basis van de vlag. In de witte streep toonde de vlag de ceder, die later ook terugkomt in de vlag van onafhankelijk Libanon. De vlag werd ontworpen door Naoum Mukarzel, de voorzitter van de Libanese Verzetsbeweging.

In juni 1922 werd uit de vier andere staten een losse Syrische Federatie zonder Libanon gevormd. Deze federatie gebruikte drie horizontale groen-wit-groene strepen op haar vlag met de Franse vlag in de linkerbovenhoek. Toen Aleppo en Damascus op 1 december 1924 werden verenigd tot de Syrische staat, bleven ze de groen-wit-groene vlag gebruiken. De andere delen van Syrië werden in 1937 geannexeerd. Er zijn verschillende berichten over varianten van de vlag.

? Vlag van het Frans Mandaat Syrië
? Vlag van de Staat Aleppo 1920 tot 1925
? Vlag van de Staat Damascus
? Vlag van de Staat der Alawieten 1920 tot 1936

?? Civiele vlag van Dzjebel ed-Droez 1921 tot 1936
? Staatsvlag van Dzjebel ed-Droez 1921 tot 1924
? Staatsvlag vlag van Dzjebel ed-Droez 1924 tot 1936

? Vlag van Groot-Libanon 1920 tot 1943
? Syrische Federatie 1922 tot 1925 Staat Syrië 1925 tot 1932

### Onafhankelijk Syrië en de Arabische federaties

Vlag van de Baath-partij

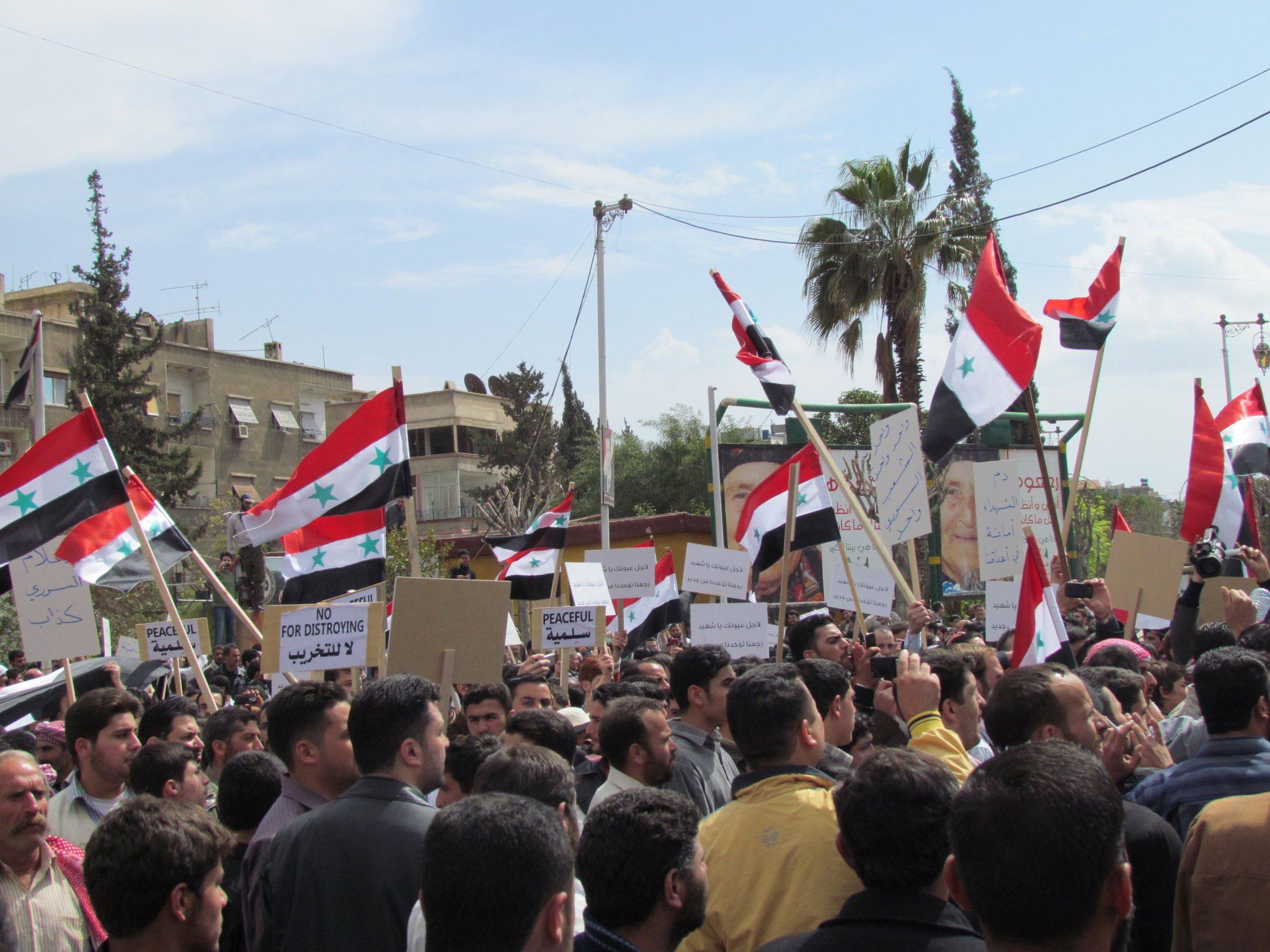
Tegenstanders van het regime demonstreren met de nationale vlag in Damascus (2011)

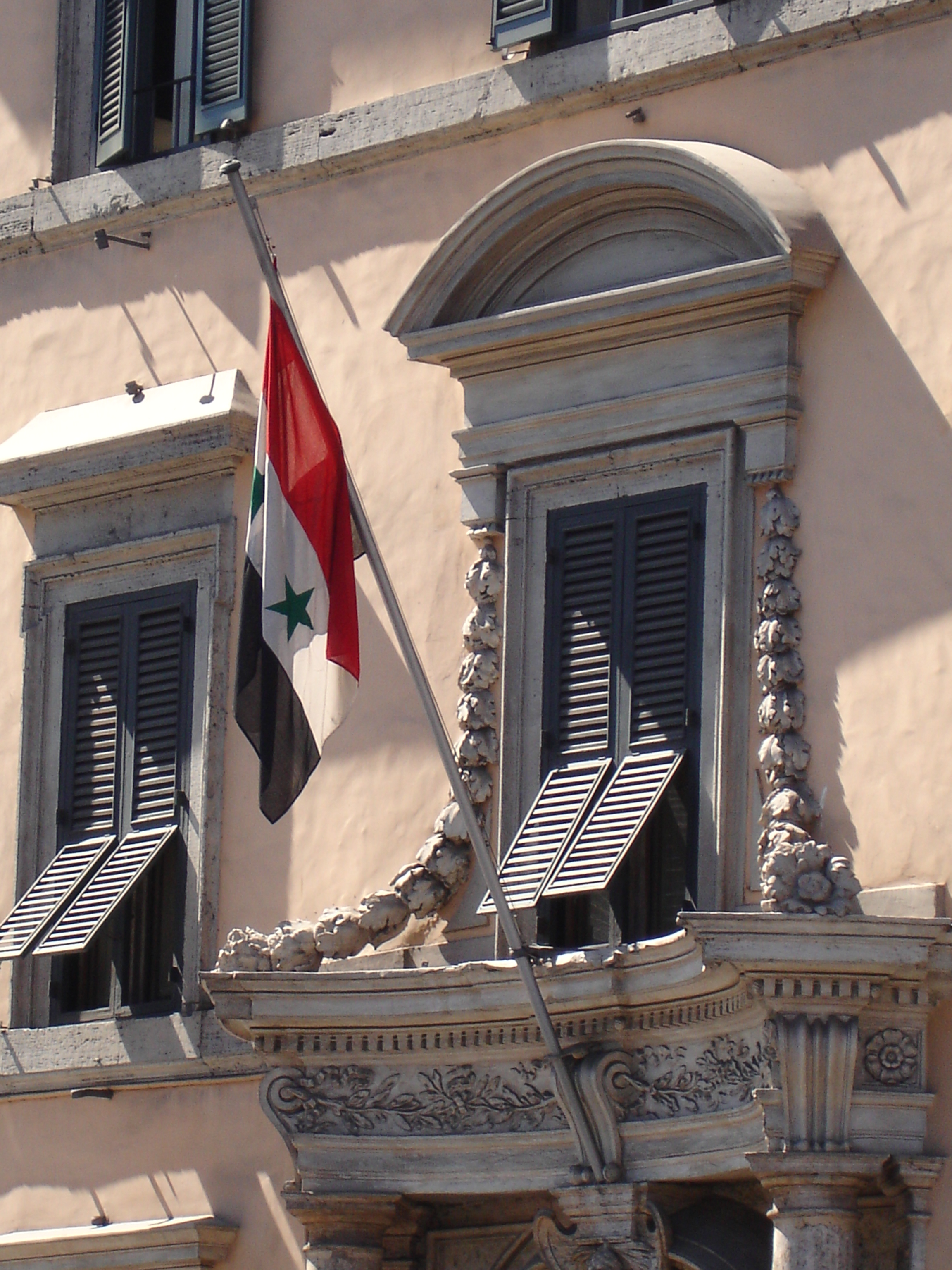
Syrische vlag bij de ambassade in Rome (2008)

Syrië kreeg autonomie in 1932. Het koos een vlag met drie horizontale strepen van groen, wit en zwart en drie vijfhoekige rode sterren in een witte streep als nationale vlag. De sterren stonden voor de drie districten van Syrië, Aleppo, Damascus en Deir ez-Zor. De vlag werd voor het eerst gehesen op 1 januari 1932 in Aleppo en op 11 juni in Damascus. In 1936 werden Latakia en het gebied van de Jebel ad-Duruz aan de republiek toegevoegd. De sterren stonden nu voor Aleppo samen met Damascus en Deir ez-Zor, het gebied van de Jebel ad-Duruz en de derde voor Latakia. Syrië werd uiteindelijk onafhankelijk in 1946 en behield aanvankelijk de vlag. Het komt overeen met de vlag van vandaag.
Van 1958 tot 1961 maakte Syrië samen met Egypte deel uit van de Verenigde Arabische Republiek. De republiek gebruikte een vlag met drie horizontale strepen van rood, wit en zwart en twee vijfhoekige groene sterren in een witte streep. De nu twee sterren stonden voor Syrië en Egypte.
Op 28 september 1961 verliet Syrië de Unie en nam de oude vlag van 1932 weer aan.
Na de staatsgreep door de Arabische Socialistische Ba'ath-partij in 1963 werd een rode, witte en zwarte vlag met drie groene sterren gebruikt. Deze was bedoeld om de geplande federatie met Egypte en Irak te symboliseren. Irak gebruikte deze vlag in verschillende variaties tot 2008.
Vanaf 1 januari 1972, met de vorming van de Federatie van Arabische Republieken van Egypte, Libië en Syrië, werd een gemeenschappelijke rode, zwarte en witte vlag gebruikt, met de gouden Quraish in de witte band, en een band met de naam van de federatie. Egypte en Libië gebruikten ook de naam van het land onder de vlag. Syrië behield deze vlag na het einde van de Federatie van Arabische Republieken in 1977 tot 1980. Na het mislukken van een nieuw Syrisch-Irakees unieproject in 1979 en in plaats van terug te keren naar de VAR-vlag met drie sterren uit 1963, besloot Syrië in 1980 om de VAR-vlag met twee sterren uit 1958 opnieuw te gebruiken. Egypte behield de federatievlag tot 1984.

1:2 ? Vlag van de Syrische Republiek 1932 tot 1958
2:3 ? Vlag van de Verenigde Arabische Republiek 1958 tot 1972, vanaf 1961 alleen vlag van Egypte
1:2 ? Vlag van Syrië 1961 tot 1963
1:2 ? Vlag van Syrië 1963 tot 1972
2:3 ? Vlag van Syrië ten tijde van de Federatie van Arabische Republieken
2:3 ? Vlag gebruikt voor Ba'athistisch Syrië van 1980 tot 2024

### Oppositievlag in de burgeroorlog uit 2011

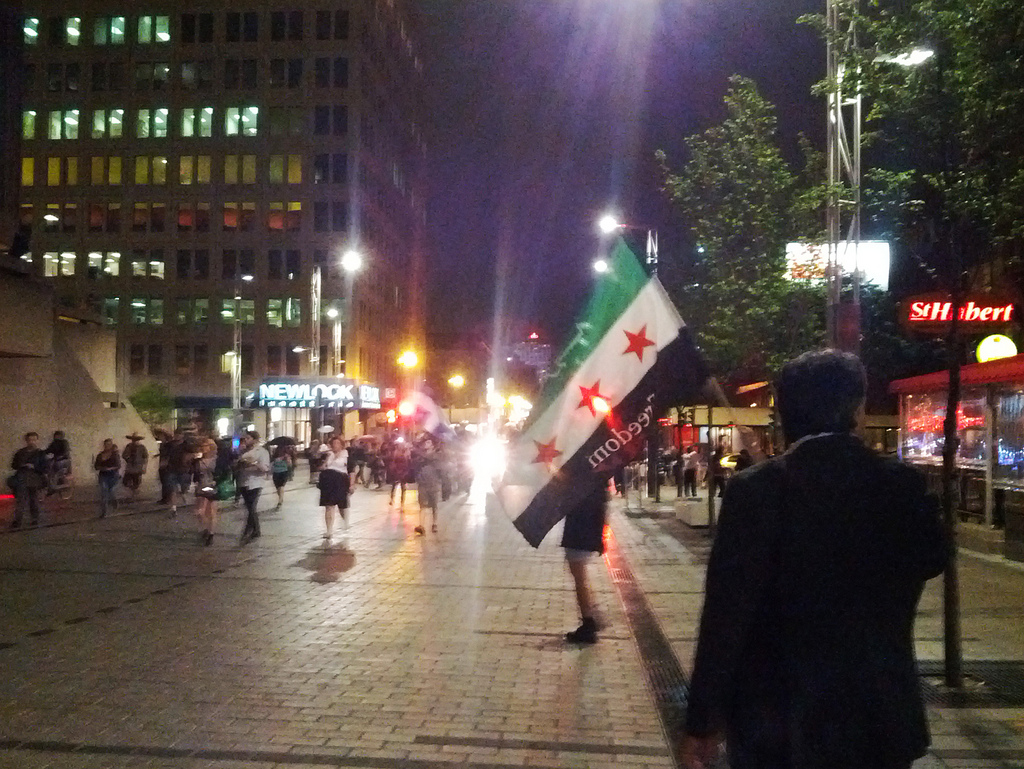
De oude (en nieuwe) Syrische vlag bij een demonstratie in Montréal (2012)

Met het begin van de Syrische Burgeroorlog in 2011 tegen de heerschappij van de familie Assad en de Baath-partij gebruikten sommige opstandige groepen de oude groene, witte en zwarte nationale vlag, die in gebruik was voordat de Baath-partij de macht greep, in plaats van de huidige nationale vlag. Op dezelfde manier gebruikte de protestbeweging in Libië de vlag als symbool voordat het regime de macht greep en voerde ze opnieuw in als nationale vlag na de overwinning. De oude nationale vlag is nu ook een symbool van de oppositie in Syrië. Het Vrij Syrisch Leger gebruikt de kleurencombinatie in zijn insignes, net als de Nationale Coalitie.
In Syrië zelf voert het islamistische Jabhat Fateh al-Sham zijn eigen zwarte vlag met Sjahada in plaats van de oude vlag. De Islamitische Staat in Irak en de Levant, die vecht tegen zowel de regering als de oppositiecoalitie en nu grote delen van Syrië controleert, had ook een eigen zwarte vlag.
In december 2024 werd het regime van president Bashar al-Assad ten val gebracht. Als gevolg daarvan werd de vlag van de oppositie op veel plaatsen gehesen, waaronder op officiële overheidsgebouwen in Syrië en verschillende ambassades in het buitenland, met een groene horizontale streep en drie rode sterren in plaats van twee groene.

2:3 ? De vlag gebruikt door de rebellen tijdens de burgeroorlog en door de overgangsregering sinds december 2024
2:3 ? Alternatieve versie van de vlag met kleinere sterren
Vlag van Jabhat Fateh al-Sham
Vlag van Islamitische Staat in Irak en de Levant
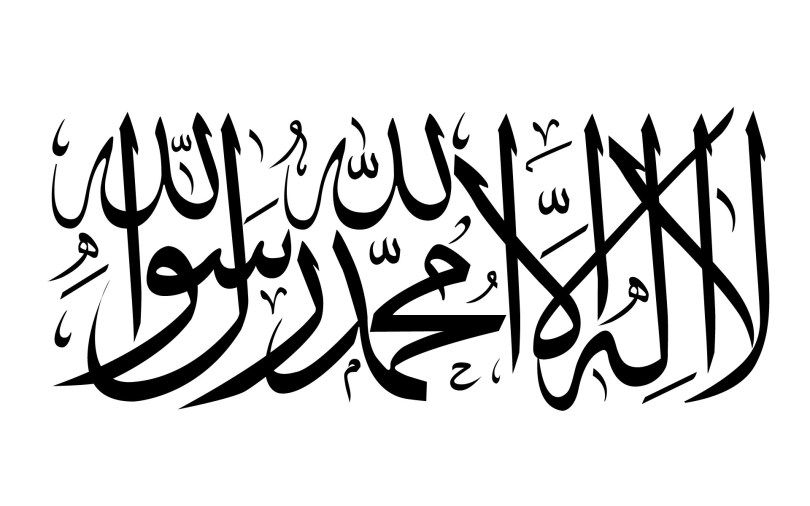
Witte Sjahada-vlag, die aanvankelijk door de overgangsregering werd gebruikt.

## Overige vlaggen

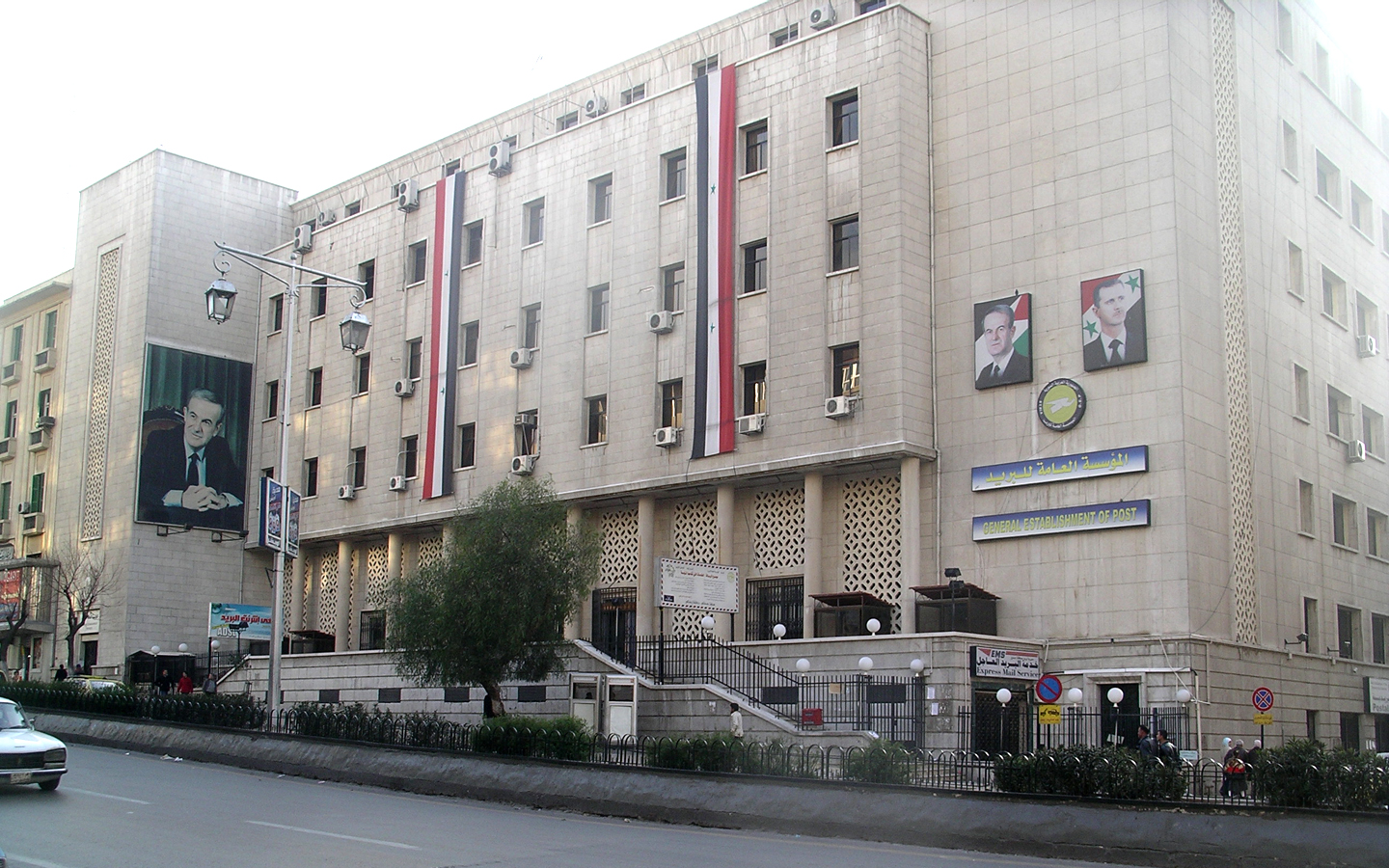
Hangende versie van de nationale vlag

Op de vlag van Damascus (Madinat Dimashq) staat de grote moskee van Damascus en de inscriptie Dimashq el-Asad (Damascus, de leeuw).
De Arabische Socialistische Ba'ath-partij gebruikt een vlag met drie horizontale strepen van zwart, wit en groen en een rode driehoek. Deze komt overeen met de vlag van de Iraakse Baath-partij en de vlag van Palestina.
De vlag van de Aramese minderheid (christelijke Syriërs) toont een gevleugeld, gouden altaar op een rode achtergrond.
Assyrische christenen wonen in Syrië, Iran, Irak en Libanon. De Assyrische vlag werd in 1968 ontworpen door de Assyrische Universele Alliantie. Hij vindt zijn oorsprong in de afbeelding van de Assyrische zonnegod Sjamasj, waarop de zonneschijf op een altaar staat. De gouden cirkel in het midden stelt de zon voor, die met zijn vlammen warmte en licht genereert om de levende wezens op aarde in leven te houden. De ster die de zon omringt symboliseert het land, de lichtblauwe kleur symboliseert sereniteit. De golvende strepen vertegenwoordigen de drie belangrijkste rivieren van het Assyrische thuisland: de Tigris, de Eufraat en de Grote Zab. De donkerblauwe strepen symboliseren de Eufraat, waarvan de Assyrische naam "overvloed" betekent. De rode strepen symboliseren moed, glorie en trots en staan voor de Tigris. De witte lijnen tussen deze twee grote rivieren stellen de grote Zab voor, de witte kleur symboliseert vrede. Sommigen interpreteren de rode, witte en blauwe strepen als de paden die de verstrooide Assyriërs terug zullen leiden naar hun voorouderlijke thuisland. Boven de Assyrische vlag staat de god van de Assyriërs "Assur" uit de voorchristelijke tijd.
De kleine Turkmeense minderheden, voornamelijk in Aleppo, Damascus en Latakia, gebruiken een rode vlag met een Turkse maan en vijfpuntige ster naar het voorbeeld van de vlag van Turkije. Er zijn twee extra dunne strepen, blauw en wit, aan de bovenkant en nog eens twee in wit en groen aan de onderkant.

Vlag van Damascus (in gebruik tot 2024)
De Aramese vlag (Suryoye/Syriërs)
De Assyrische vlag